# 浮云街道
浮云街道，是中华人民共和国浙江省丽水市云和县下辖的一个乡镇级行政单位。

## 行政区划
浮云街道下辖以下地区：
中山社区、浮云社区、青阳门社区、红光村、象山村、大徐村、庄前村、云章村、局村、溪口村和天堂坑村。